# Guido Gerlach
Guido Gerlach (* 12. August 1810 in Eisenberg (Thüringen); † 16. September 1904 ebenda) war ein deutscher Jurist und Politiker.

## Leben
Als Sohn eines Amtskommissärs geboren, studierte Gerlach nach dem Besuch des Christiansgymnasium  in Eisenberg und des Friedrichgymnasiums Altenburg Rechtswissenschaften in Jena und Heidelberg. Während seines Studiums wurde er 1829 Mitglied der Jenaischen Burschenschaft, 1830 der Burschenschaft Germania Jena und 1831 der Alten Heidelberger Burschenschaft Franconia. 1832 nahm er am Hambacher Fest teil. Nachdem er 1834 sein Zweites juristisches Examen bestanden hatte, arbeitete er als Notar und Auditor am Stadtgericht Eisenberg. Nachdem er bereits 1833 wegen seiner burschenschaftlichen Betätigung verhört worden war, wurde er 1835 verhaftet und 1836 zu fünf Jahren Festungshaft verurteilt, die er bis zu seiner Begnadigung 1837 in der Strafanstalt Leuchtenburg bei Kahla verbüßte. Er wurde im Schwarzen Buch der Frankfurter Zentralbehörde (1833–1838) eingetragen. Er erhielt wieder eine Zulassung als Notar und Advokat und wurde 1837 Hilfsarbeiter und Auditor beim Stadtrat in Schmölln und Eisenberg. 1841 wurde er zum Stadtschreiber der Stadtgemeinde Eisenberg gewählt. Von 1848 bis 1854 gehörte er für Eisenberg dem Landtag als Abgeordneter an. 1850 wurde er zum Stadtschreiber und Stadtsyndikus von Altenburg gewählt. 1862 wurde ihm das Prädikat Justizrat verliehen. 1869 ging er in den Ruhestand.